# Замок Ландскрон
Ландскрон (нем. Landskron) — замок в Австрии, расположенный на плато Фельскегель в черте города Филлаха (на северо-востоке от его центра) на высоте 135 метров над уровнем моря.
Первые следы присутствия человека в районе скалы, на которой располагается замок, относится к 800 году до н. э. В 878 году эта местность была впервые упомянута в документе, по которому местность переходила во владение баварскому монастырю Альтётинг. Строительство замка связывают с именем графа Оцци, который в 1028 году был владельцем этой местности. В 1330 году замок принадлежал графам Ортенбургам, и уже в 1351 он получил название Ландскрон.
В 1436-1447 замок принадлежал Штубенбергам. В 1511 он был подарен Ордену святого Георга императором Максимилианом I, после пожара замок долго не восстанавливался. В 1542 его приобрёл Кристоф Кхевенхюллер, с 1543 года он становится его постоянной резиденцией. Во владении Кхевенхюллеров замок стремительно обустраивается, и уже в 1600 Ландскрон становится роскошным поместьем эпохи Возрождения и центром светской жизни земли. Он имел двойную окружную стену с 7 башнями. В 1552 году Ландскрон посетил император Карл V. С 1639 замок занимают Дитрихштейны.
В Ландскрон неоднократно попадала молния, вызывая пожары. Это происходило в начале XVI века, в 1542, 1585 и 1812 годах. После последнего пожара крыша больше не реконструировалась. Сегодня замок используется только для привлечения туристов.